# Hemangiopericytom
Hemangiopericytom zkr. HPC je typ sarkomu měkkých tkání původem z pericytů na stěnách vlásečnic. Pokud prorůstají tyto buňky nervový systém jde o poměrně agresivní metastazující a reemisní nádor. Meningeální hemangiopericytomy tvoří asi 0,4 % všech primárních nádorů mozku. Frekvence výskytu ve srovnání s meningeomy je 1:50.

## Léčba
Preferuje se chirurgické odstranění ložisek a dále chemoterapie a radioterapie. Na rozdíl od meningeomů se recidivy objevují za delší dobu.